# Lee Cook
Pour les articles homonymes, voir Cook.
Lee Cook, né le 3 août 1982 à Hammersmith, est un footballeur anglais qui évolue au poste de milieu de terrain.
Il est le cousin du boxeur anglais James DeGale.

## Biographie
Né à Hammersmith, quartier de Londres, Lee Cook commence sa carrière à Southampton. En 1999, il signe dans le petit club de Aylesbury United où il fait 19 apparitions, marquant à deux reprises. La même année, Cook s'engage avec Watford après avoir impressionné les dirigeants le temps d'un essai.
Cook fait ses débuts en professionnel contre Grimsby Town le 14 avril 2001 en entrant en cours de match. Lors de sa quatrième rencontre avec Watford, il se blesse au genou, ce qui l'empêche de jouer au football jusqu'à la fin de la saison 2001-2002. En octobre 2002, il rejoint York City en prêt pour une durée d'un mois. Ce prêt est prolongé d'un mois après de satisfaisantes prestations. Il apparaît à huit reprises et marque deux fois durant ces deux mois. Cook est ensuite prêté aux Queens Park Rangers en décembre 2002. Il retourne à Watford en mars 2003, alors que l'entraîneur de QPR Ian Holloway espère le faire signer définitivement. Il marque une fois lors de ses 13 matchs disputés avec les Rangers. De retour de prêt, Cook fait partie de l'équipe type de Watford, prenant part à une grande majorité des rencontres lors de la saison 2003-2004.
À la fin de son contrat avec Watford en juillet 2004, Cook signe en faveur des Queens Park Rangers. Il prend à son premier match avec QPR le 9 août 2004 face à Watford, en entrant en fin de match. Il est hué par les supporters de son ancien club, qui remportent la partie (3-0). En août 2005, Cook est absent des terrains durant six semaines après s'être déchiré le ligament latéral du genou face à Hull City. Le milieu anglais joue un rôle important pour le maintien de QPR lors de la saison 2006-2007 et forme un excellent partenariat avec Dexter Blackstock. 
Queens Park rejette une offre de Fulham en juin 2007 mais Cook rejoint finalement le club londonien le mois suivant, signant un contrat de quatre ans. En janvier 2008, il rejoint Charlton Athletic en prêt jusqu'à la fin de la saison 2007-2008. La saison suivante, il retrouve Queens Park Rangers le temps d'un prêt jusqu'en janvier 2009, avant d'être transféré définitivement dans le club avec lequel il a déjà disputé 167 matchs (12 buts). 
En novembre 2011, il est prêté un mois à Leyton Orient (D3 anglaise) avant que le prêt ne soit prolongé d'un second mois. Il dispute 10 rencontres et marque un but avant de réintégrer l'effectif de QPR fin janvier 2012.
Le 19 mars 2012, Cook est prêté jusqu'à la fin de la saison à Charlton Athletic. Il prend part à quatre rencontres de championnat et les Canaries sont sacrés champions d'Angleterre de D3.
Le 21 mai 2012, QPR annonce que Cook est libéré à l'issue de son contrat, qui court jusqu'au 30 juin.
Le 24 août suivant, Cook signe un contrat de cinq mois en faveur de Leyton Orient (D3 anglaise).